# Zweden van A tot Z

Locatie van Zweden

## A
A*Teens -
AB Volvo -
ABBA -
Abborvikgrundet -
Abeba Aregawi -
Abgar Barsom -
Absolut -
Åby -
Academisch ziekenhuis van Norrland -
Adelina Patti -
Adam Afzelius -
Ivar Afzelius -
Johan Afzelius -
Äggrundet -
Agne Holmström -
Agne Simonsson -
Agnetha Fältskog -
Alexis Ahlgren -
Anders Ahlgren -
Kerstin Ahlgren -
Äimä -
Akalla -
Åke Andreasson - 
Åke Fjästad -
Åke Holmberg -
Alån -
Alcoholische dranken in Zweden -
Alexander Farnerud - 
Alexander Skarsgård -
Alexandra Engen -
Alexis Ahlgren -
Alfred Bernhard Nobel -
Alhamn -
Aliette Opheim - 
Allodia huggerti -
Allodia rindeni -
Almgården -
Almhög -
Almvik -
Alskäret -
Alvik -
Alvik -
Alvin Carlsson - 
Älvsborgbrug -
Amuze -
Anders Ahlgren -
Anders Arborelius -
Anders Celsius -
Anders Frisk -
Anders Grenstad -
Anders Gustaf Ekeberg -
Anders Holmertz -
Anders Jonas Ångström -
Anders Limpar -
Anders Rydberg - 
Anders Svensson -
Anders Torstenson -
Anders Wejryd -
Ängelholms IP -
Ångermanälven -
Anna-Karin Kammerling -
Anna Lindh -
Anna Ottosson -
Annelie Nilsson - 
Annelund -
Annetorp -
Anni-Frid Lyngstad -
Antnäs -
Antnäs-Börstskäret -
Anund Gårdske -
Anund Jacob van Zweden -
Apelgården -
Äppelgårdens Golfklubb -
Apseån -
Arån -
Arch Enemy -
Arholma -
Arkösund -
Artemisia oelandica -
Ärtholmen -
Ärtsoppa med pannkakor -
Artur Lundkvist -
Arvid Fagrell - 
Åsa Jakobsson - 
Åsa Larsson -
Åselstad -
Astrid Lindgren -
Astrid Lindgrens Värld -
Augustenborg -
Avasjögrundet -
Avicii -
Axel Julius De la Gardie

## B
Bådan -
Ballistics -
Bandlundsån -
Bandshagå -
Bångån -
Banket van Nyköping -
Barbro Holmberg -
Bårsta IP -
Bastaskäret -
Båtbyggartorp -
Båtö-Fröskan -
Beleg van Malmö -
Bellevue -
Bellevuegården -
Bengt Baron -
Bengt Berndtsson - 
Bengt Gustaf Geijer -
Beowulf -
Bergön -
Berit Andnor -
Berndt Helleberg -
Bevers -
Bildmuseet -
Birger Brosa -
Bisdom Stockholm -
Biskopsgrundet -
Biskopsholmen -
Bjässhällan -
Björknäs en Harrviken -
Björkön -
Björkören -
Björkskäret -
Björn Borg -
Blåbärssoppa -
Blanca van Namen -
Blekinge -
Blekinge län -
Blodpalt -
Blodpudding -
Bockhällan -
Bockstensrevet -
Boden -
Bodgrundet -
Bohuslän -
Bok & Bibliotek -
Borås -
Borås -
Borgen -
Borgmästaregården -
Börje Jansson - 
Börstskärbådan -
Bostongurka -
Botnische Golf -
Bra böckers lexikon -
Branäs -
Brändavagrundet -
Brändöhamnsrevet -
Brändören -
Brändöskär -
Brännan -
Brännholmsören -
Brevik -
Brothers: A Tale of Two Sons -
Brynolf Algotsson -
Buketten -
Bullran -
Bulltofta -
Burgsviksån -
Byskär

## C
Camilla Svensson - 
Carl Frederic von Breda -
Carl Fredrik Hill -
Carl Linnaeus -
Carl Gustaf Thomson -
Carl Gustaf Wrangel -
Carl Henrik Boheman -
Carl Peter Thunberg -
Carlos Strandberg -
Cecilia Sandell - 
Centrum -
Chaetonotus veronicae -
Clandestino Festival -
Commanders: Attack of the Genos -
Coop Butiker & Stormarknader -
Cornelis Vreeswijk -
Corydalis gotlandica -
Cotoneaster kullensis

## D
Dagen H -
Dag Hammarskjöld -
Dagsten -
Dalarnas län -
Dämbaån -
Dammfri -
Dan Andersson -
Daniel Mobaeck - 
Daniel Nannskog -
Daniel Stålhammar -
Dark Tranquillity -
Davidshall -
Degerfors IF -
Degerö-Börstskär -
Djupadal -
Djupån (Lapland) -
Djupån (Gotland) -
Djurgårdens IF -
DN-Skrapan -
Dom van Härnösand -
Dom van Kalmar -
Dom van Karlstad -
Dom van Linköping -
Dom van Luleå -
Dom van Mariestad -
Dom van Skara -
Dom van Växjö -
Domkerk Sint-Erik -
Domnarvsvallen -
Dr. Alban -
Drie kronen -
Dror Feiler -
Du gamla, Du fria -
Dugges Ale- & Porterbryggeri -
Dugges Ale och Porterbryggeri -
Duvbo

## E
Egon Möller-Nielsen -
Eksund -
Elandenjacht -
Elinelund -
Elisedal -
Ellinor Ljungros -
Ellstorp -
Elsa Regnell - 
Emil Bergström -
Emil Sjögren -
Emilia Fahlin -
Emilstorp -
Emma Ekwall -
Emma Igelström -
Emma Wikén -
Emund van Zweden -
Enagrundet -
Enagrundet -
Enavallen -
Enköpings SK -
Eric Amarillo -
Eric Erickson -
Eric Saade -
Erik Årsäll van Zweden -
Erik Fredriksson -
Erik Gustaf Geijer -
Erik IX van Zweden -
Erik Lönnroth -
Erik Magnusson -
Erik VI van Zweden -
Erik VII van Zweden -
Erik VIII van Zweden -
Eriksfält -
Eriksgrundet -
Erikskrönikan -
Ernst Fast -
Ersnäs -
Esaias Tegnér -
Estersön -
Ett hål i mitt hjärta -
Europese Vrijhandelsassociatie -
Eva & Adam - Vier verjaardagen en een blunder -
Eva Bonnier -
Eva en Adam -
Evert Horn

## F
Fågelbacken -
Falkenbergs FF -
Fame -
Färjestad BK -
Fårön -
Farsta strand -
Farväl Falkenberg -
Fatshark -
FC Väsby United -
Feministiskt initiativ -
Femörefort -
Filip Berg - 
Filippus van Zweden -
Finland-Zweeds -
Finnskogleden -
Fins -
Finstalige Zweden -
Fjärdsgrundet -
Fjärdsgrundet -
Fjärdsgrundet -
Fjuksökallarna -
Fjuksön -
Flensburg -
Folke Eriksson - 
Folkoperan -
Folksamhuset -
Folkungavallen -
Fort Vaxholm -
Fortuna Hemgården -
BK Forward - 
Fosieby -
Fosieby industriområde -
Fräkinsaari -
Franska stenarna -
Fredrika Stahl -
Fredriksberg -
Fridhem -
Fridhem -
Fridhemsbäcken -
Frihamnen -
Fucking Åmål

## G
Gahouoaivi -
Galium oelandicum -
Gällivare -
Gamla staden -
Gamla stan -
Gamla Ullevi -
Gärdet -
Gartarveån -
Gävleborgs län -
Georg Brandt -
Georg Riedel -
Georg Svensson - 
Germandöfjärden -
Germandöhällan -
Germandön -
Germandösten -
Glögg -
Göran Persson -
Göran Ragnerstam - 
Gösta Berlings Saga -
Gösta Knutsson -
Gösta Persson - 
Gösta Winbergh -
Götakanaal -
Götaland -
Göteborg -
Göteborgs botaniska trädgård -
Gothemsån -
Gothia Tower East -
Gotland -
Gotlands län -
Granön-Äggskär -
Gråsjälfjärden -
Gråsjälgrundet -
Gråsjälgrundet -
Gråsjälreven -
Gräsögrundet -
Greta Baars-Jelgersma -
Grillklippan -
Grillklippan -
GRIN -
Grisselklippan -
Grönnan -
Groot Luleå -
Grote Noordse Oorlog -
Grusbrännan -
Gubben -
Gudrun Schyman -
Gudrun Sjödén -
Guldbagge -
Gullvik -
Gullviksborg -
Gunnar Ekelöf -
Gunnar von Heijne -
Gunnel Vallquist -
Gunnilse IS - 
Gustaaf II Adolf van Zweden -
Gustaf Tenggren -
Gustavianum -
Gustav Lindh -
Gustavsberg -
Gyllene skivan -
Gymnadenia runei

## H
Haakon van Zweden -
Haggöl -
Håkan Carlqvist - 
Håkan Hagegård -
Håkanstorp -
Halland -
Hallands län -
Hällgrundet -
Hällgrundet -
Hällgrundet -
Hällklimpen -
Hallonbergen -
Hällsjö -
Halmstad -
Halmstad -
Halmstads BK -
Halorån -
Halsegårdaån -
Hälsingland -
Halsön -
Halsten van Zweden -
HammerFall -
Hamngrundet -
Hamngrundet -
Hamnögrundet -
Hamnön -
Hamnöörarna -
Hanna Erikson -
Hanna Ljungberg - 
Hans Blix -
Hans Christoff von Königsmarck -
Hans Lindman -
Hansgrundet -
Haparanda-archipel -
Harry Nyquist -
Hasselblad -
Hästgrunden -
Hästgrundreven -
Hauträskbäcken -
Headhunter -
Heby -
Helena af Sandeberg -
Helen Sjöholm -
Helsingborg -
Helsingborg -
Helsingborg Open - 
Helsingborgtunnel -
Henning Mankell -
Henrik Larsson -
Henrik Sjöberg -
Henryk Józef Nowacki -
Herbert Dahlbom -
Herrgärdets IP -
Herstadberg -
Hertsön -
Het Zweedse schoolsysteem -
Hidinge -
Hillängens IP -
Hilmar Wictorin - 
Hindersö-Fröskan -
Hindersön -
Histillesån -
Hjalmar Bergman -
Hjulsta -
Hoge Kustbrug -
Höghällan -
Hököpinge kyrkby -
Höljes -
Holmen -
Holmström -
Hornsgatan -
Horsaån -
Hoverberget -
Hovlössgrönnan -
Hugin -
Huitorin Ulkokari -
Huitorintöyrä -
Hultungsån -
Husby -
Husie -
Husön -
Huvudsta -
Hyllie -
Hyyppä

## I
I skuggan av värmen -
Idå -
Idån -
Ideon Gateway -
IFK Göteborg -
IFK Luleå -
IFK Malmö -
IFK Norrköping -
IJshotel -
IKEA -
In Flames -
Inge Danielsson -
Inge II van Zweden -
Inger Brattström -
Ingmar Bergman -
Ingmar Bergman-archief -
Ingvar Kamprad - 
Innersthällen / Bredhällen -
Inre grundet -
Inre hamnen -
Instituut voor Ruimtefysica -
Ireån -
Isabellah Andersson -
ISO 3166-2:SE -
Ivar Kamke -
Ivar Lo-Johansson -
Ivo Pękalski

## J
Jägersro villastad -
JAK Members Bank -
Jakob Eklund -
Jakob Utenhoff -
Jämtlands Bryggeri -
Jämtlands län -
Jämtöfjord -
Jämtön -
Jämtörivier -
Jämtösund -
Jan Eriksson -
Jan Gissberg -
Jan Hellström - 
Jan Nordström -
Jan Staaf -
Jan-Ove Waldner - 
Jenny Nyström -
Jens Hultén - 
Jens Lapidus -
Joakim Åhlund -
Joakim Nilsson - 
Joel Ekstrand -
Joel Spira - 
Johan Afzelius -
Johan August Sandels -
Johan Franck -
Johan Furhoff -
Johan Gustaf Renat -
Johan Gustav Renat -
Johan Mjällby -
Johanna Larsson - 
Johanna Sällström -
Johanna Sjöberg -
Johannes Magnus -
Johanneshovs IP -
Johannisholm -
Jokkmokks fjällträdgård -
Jonas Eriksson - 
Jonas Thern -
Jönköpings län -
Jönköpings Södra IF -
Mats Jonsson -
Runer Jonsson -
Sune Jonsson -
Tomas Jonsson -
Emil Jönsson -
Jan Jönsson -
Jon Jönsson -
Jonny Rödlund - 
Rasmus Jönsson -
Jordskott -
Jörgen Persson - 
Jörgen Pettersson - 
Josefin Lillhage -
Joutokrunni -
Jukkasjärvi -
Julia Carlsson - 
Jungfrun i tornet -
Junioproer (Zweden) -
Junköklippan -
Junkön

## K
Kabinet-De Geer II -
Kaitumrivier -
Kalixälven -
Kalixgrundet -
Kälkholmen -
Kållandsö -
Kallax Svarten -
Kallaxfjärden -
Kallaxön -
Kalle Svensson -
Kallen -
Kalmar-DAF -
Kalmar FF -
Kalmar län -
Kristofer Kamiyasu -
Kamratvallen -
Kanelbulle -
Kardemombrood -
Karel VII van Zweden -
Karel X Gustaaf van Zweden -
Karel XII -
Karels scepter -
Karl Ansén - 
Karl-Axel Kullerstrand -
Karl-Erik Nilsson -
Karl Kilbom -
Karl von Nieroth -
Karlaplan -
Karlskrona -
Karlstads centralstation -
Karolinska Universitetssjukhuset -
Kasteel van Nyköping -
Kasthällan -
Kåtaholmgrundet -
Katrinelund -
Kattegat -
Kebnekaise -
Kerk van Habo -
Kerkbrug -
Kerncentrale Ågesta -
Kerncentrale Barsebäck -
Kerncentrale Forsmark -
Kerncentrale Oskarshamn -
Kerncentrale Ringhals -
Kernenergie in Zweden -
Kerstin Ahlgren -
Kimstad -
Kindskatarevet -
Kirseberg -
Kiruna -
Kista -
Kista Science Tower -
Kjell-Erik Ståhl - 
Klas Åhlund -
Klasgrönnan -
Klauksenkari -
Klaus -
Klemensskäret -
Klenät -
Klingergrundet -
Kluntarna -
Kluntarna -
Kluntarna (natuurreservaat) -
Klyvan -
Klyvgrunden -
Knivören -
Knoet I van Zweden -
Knoet II van Zweden -
Knut Ekwall -
Knut Gadd - 
Kokkotöyrä -
Koningin Astrid -
Kopparvallen -
Korallgrottan -
Kortspelagrundet -
Koskullskulle -
Kraaseligrundet -
Kråkrevet -
Kråkrevet -
Krångetören -
Krister Henriksson -
Kristianstad -
Kristina Nilsson -
Krokabuskgrundet -
Krokek -
Kronan (Luleå) -
Kronan (Vellinge) -
Kronobergs län -
Kronprinsen -
Kungliga Tekniska högskolan -
Kunoön -
Kunoönhällan -
Kurikanmatalat -
Kurikka -
Kurt Christoph von Königsmarck -
Kurt Wallander -
Kvarneån -
Kvarnhällorna -
Kyss mig

## L
Lådan -
Lågören -
Landshövding -
Landskrona BoIS -
Landskrona IP -
Landsortsdiepte -
Landsting -
Landstingsfullmäktige -
Landsverk L-180 -
Långflon -
Långön -
Långörgrundet -
Lanna -
Länsikrunni -
Länsstyrelse -
Länsväg -
Lapland -
Lapland -
Lars Ahlin -
Lars Frölander -
Lars Jönsson -
Lasse Åberg -
Lavasån -
Laxövattungen -
Legionen -
Leif Engqvist - 
Lekeberg -
Lekrevet -
Lekvattnet -
Lellikrunni -
Lennart Skoglund -
Lergravsbäcken -
Lickershamnsbäcken -
Lidingö (gemeente) -
Lidingö (stad) -
Lilja 4-ever -
Liljeholmen -
Liljevalchs Konsthall -
Lill-Bergögrundet -
Lill-Furuholmen -
Lill-Furuön -
Lill-Hamnskäret -
Lill-Hundskäret -
Lill-Kunoögrund -
Lill-Mannöhällan -
Lill-Renholmsgrundet -
Lill-Risöholmen -
Lill Båtöklippan -
Lill Bullerskäret -
Lill Henriksgrundet -
Lill Långören -
Lill Sikören -
Lilla Bommen -
Lillskorvgrundet -
Limhamn-Bunkeflo -
Lindö -
Linneagrundet -
Lisa Ekdahl -
Lise Meitner -
Ljunga -
Ljungskile SK -
LKAB -
Loddby -
Loreen -
Lorenz Pasch de Jongere -
Lossen -
Lotta Lotass -
Louise Jöhncke -
Louise Karlsson - 
Lövåsvallen -
Lövgrundet -
Lugnet -
Lule-archipel -
Luleå -
Luleå -
Lulhällan -
Lummelundaån -
Lummelundagrotten -
Lund -
Lund -
Anja Lundqvist -
Lutheranisme -
Lyckoviken

## M
Magnus Henriksson van Zweden -
Magnus I van Zweden -
Magnus Johansson -
Magnus Nilsson van Denemarken -
Magnus Öström -
Magnus Stenbock -
Mälarmeer -
Malin Andersson - 
Malin Crépin -
Malmberget -
Malmö -
Malmö FF -
Malmöhus -
Malmöhus -
Mälsåker -
Mannövattungen -
Månshällorna -
Mårbacka -
Marc Broos -
Margot Wallström -
Maria Aurora von Königsmarck -
Maria Norrfalk -
Marianne Fredriksson -
Mariatorget -
Marie Fredriksson -
Marie Richardson -
Marie Svensson - 
Märket -
Markus Larsson -
Martin Hansson -
Martin Ingvarsson -
Markus Strömbergsson - 
Mathias Dahlgren-Matsalen -
Mats Näslund -
Måttsund -
Maunuvarra -
Maunuvuoma -
Megrönnan -
Mellan-Grevie -
Mellersta hamnen -
Mesost -
Messmör -
Metaalindustrie in Finspång -
Michael Andersson - 
Michael Lerjéus -
Mikael Antonsson -
Mikael Håfström -
Mikael Ljungberg - 
Ministeries van Zweden -
Miro Ukalovic -
Mitt i city -
Mittag-Leffler-instituut -
Mittag-Leffler Instituut -
Mittuniversitetet -
Mjällby AIF -
Mjoön -
Moa Martinson -
Mogata -
Möllevången (Malmö) -
Möllevången (Vellinge) -
Morokulien -
Mörön -
Mössan -
Motala IP -
Munkfors -
Musgrundet -
Mysingen

## N
Näckrosen -
Nagelskäret -
Nälden -
Nälkäkrunni -
Närkån -
Nationaal park Ängsö -
Nationaal park Björnlandet -
Nationaal park Hamra -
Nationaal park Kosterhavet -
Nationaal park Norra Kvill -
Nationaal park Töfsingdalen -
Nautanen -
Niclas Alexandersson -
Nils Andersson - 
Niclas Eliasson -
Nils Johan Berlin -
Nils Stromberg -
Nisseån -
Nobelprijs -
Noordpoolcirkel -
Helena Norberg-Hodge - 
Nordiska Afrikainstitutet -
Nordkalottleden -
Björn Nordqvist -
Sven Nordqvist -
Nördskatagrundet -
Norr-Äspen -
Norra hamnen -
Norra Håslöv -
Norra IP -
Norra skenet -
Norra Sorgenfri -
Norrån -
Norrbottens län -
Norrbrottet -
Norrköping -
Norrköping -
Norrporten Arena -
Norsholm -
Notvikgrönnan -
Notvikgrunden -
Nygardsån -
Nygrönnhällan -
Nygrönnrevet -
Nyköping

## O
Öbonäs -
Öland -
Ölands zonneroosje -
Olaus Petri -
Olaus Rudbeck -
Oljehamnen -
Olle Bærtling -
Olle Blomström -
Olle Ohlson - 
Olof I van Zweden -
Olof II van Zweden -
Olof Palme -
Olof Rudbeck de Jongere -
Omphale sti -
Onderwijs in Zweden -
Oostzee -
Operahögskola -
Örebro län -
Örebro SK -
Örgrundet -
Orvar Bergmark -
Oscar Levertin -
Oscar Lewicki -
Oscar Swartz -
Östergarnsholm -
Östergötland -
Östergötlands län -
Östermalmstorg -
Östervärn -
Östigrundet -
Östra Förstaden -
Östra hamnen -
Östra Husby -
Östra Ryd -
Östregrundet -
Otto Wilhelm von Königsmarck -
Oude Brug -
Oude kerk van Åre -
Oude kerk van Gällivare -
Overkill Software -
Övre Soppero -
Oxgrundet -
Oxie

## P
Pär Arvidsson -
Payday 2 -
Pepparkaka -
Per Daniel Amadeus Atterbom -
Per Nilsson -
Per Unckel -
Peter Fröjdfeldt -
Peter Lönn - 
Peter Pohl -
Petesån -
Petter Hansson -
Allan Pettersson -
Carl Pettersson -
Christer Pettersson -
Erik Pettersson -
Gösta Pettersson -
Ronald Pettersson -
Stefan Pettersson -
Sture Pettersson -
Sven-Pelle Pettersson -
Tom Pettersson -
Tomas Pettersson -
Philip Lindau -
Pierre Bengtsson -
Pikkukrunni -
Pitepalt -
Politiek in Zweden -
Pools-Zweedse Oorlog -
Potentilla sterneri -
Prokko -
Punsch

## Q
Quality Hotel Friends

## R
R1-reactor -
R4-reactor -
Rådmansvången -
Ragnvald Knaphövde -
Räiskä -
Rambergsvallen -
Ramnavallen -
Råneå -
Råneälven -
Rånefjärden -
Räng -
Räng -
Ransby -
Råsunda IP -
Renholmen -
Renholmsgrönnan -
Rica Talk Hotel -
Rikard Norling -
Rikard Winsnes -
Riksväg -
Rinkeby -
Rinkeby -
Riseberga klooster -
Risögrund -
Risögrundet -
Risön -
Rissne -
Robbjänsån -
Robert Steiner -
Rödbergsklippan -
Rödkallens (natuurreservaat) -
Roger Gustafsson - 
Roland Anderson -
Roland Nilsson -
Rolf Gohs -
Rolf Sievert -
Ronnie Hellström -
Rönnören -
Ropsten -
Rörsjöstaden -
Rosengård -
Rövaren -
Roxette -
Roy Andersson - 
Rubus vikensis -
Runa Bülow-Hübe -
Runar Sandström - 
Rune Larsson -
Rune Öberg - 
Rutger von Ascheberg

## S
Saab -
Saab 32 Lansen -
Saab Automobile -
Sågvätarbäcken -
Sahlene -
Sala-zilvermijn -
Saltsjöbanan -
Sam Larsson -
Sameby -
Sandåkerns IP -
Sandgrönnan -
Sandgrönnorna -
Sandnäshällan -
Sandöbådan -
Sandöfjord -
Sandön -
Sandra Stojiljkovic - 
Sandskär (Haparanda) -
Sandskär (Luleå) -
Sandskärhällan -
Sandvikens IF -
Scandic Victoria Tower -
Scania -
Schetsenmuseum -
Schietpartij in Örebro -
Sepietta petersi -
Set Svanholm -
Seven Days of Falling -
Sigfridsön -
Sigrid Combüchen -
Sikörgrunden -
Sikörgrundet -
SimBin Studios -
Simon J. Berger -
Simonstorp -
Sint-Knoetsdag -
SJ AB -
Själsöån -
Sjöberg (achternaam) -
Sjuströmmar -
Skagerrak -
Skåne -
Skåne län -
Skånes universitetssjukhus -
Skärblacka -
Skäret -
Skarnviksån -
Skarsjövallen -
Skatteskrapan -
Skepparskäret -
Skinnaren -
Skogsvallen -
Skorven -
Skrapan -
Skutgrundet -
Skvader -
Sladagrundet -
Slag bij Helsingborg (1710) -
Slag bij Landskrona -
Slag bij Lena -
Slag bij Poltava -
Slot Dragsholm -
Slot Mariedal -
Slot Ulriksdal -
Slottsskogsvallen -
Slussen -
Slussen -
Slussen -
Smålsön -
Småskär -
Smulterskäret -
Snoderån -
Snöveltorp -
Socken -
Söder Torn -
Söderhamn -
Söderköping -
Söderköping -
Södermalm -
Södermanlands län -
Söderstadion -
Södertälje Fotbollsarena -
Södertorp -
Södervärn -
Södra Åkarp -
Södra Innerstaden -
Södra länken -
Solbacken -
Solna centrum -
Sont -
Sör-Äspen -
Sör-Rengrundet -
Sörån -
Sörbrottet -
Sören Åkeby - 
Sorgenfri industriområde -
Spaceport Sweden -
Spålgrundet -
Spillepengen -
Spillingsån -
Spoorlijn Älvsbyn - Piteå -
Spoorlijn Ängelholm - Arlöv -
Spoorlijn Ängelsberg - Norberg -
Spoorlijn Anten - Gräfsnäs -
Spoorlijn Arvidsjaur - Jörn -
Spoorlijn Bastuträsk - Skelleftehamn -
Spoorlijn Berga - Oskarshamn -
Spoorlijn Blomstermåla - Mönsterås -
Spoorlijn Bollnäs - Orsa -
Spoorlijn Borås - Varberg -
Spoorlijn Eslöv - Helsingborg -
Spoorlijn Forsmo - Hoting -
Spoorlijn Hällnäs - Storuman -
Spoorlijn Hallsberg - Örebro -
Spoorlijn Halmstad - Nässjö -
Spoorlijn Holmsund - Vännäs -
Spoorlijn Hultsfred - Nässjö -
Spoorlijn Hultsfred - Västervik -
Spoorlijn Jönköping - Vaggeryd -
Spoorlijn Kalmar - Linköping -
Spoorlijn Kil - Torsby -
Spoorlijn Kilafors - Söderhamn -
Spoorlijn Kolbäck - Ludvika -
Spoorlijn Kumla - Kvarntorp -
Spoorlijn Linköping - Västervik -
Spoorlijn Mellansel - Örnsköldsvik -
Spoorlijn Örebro - Skebäck -
Spoorlijn Örebro - Svartå -
Spoorlijn Oxelösund - Sala -
Spoorlijn Repbäcken - Särna -
Spoorlijn via de Bergslagen -
Spoorlijnen in oostelijk Skåne -
Spoorwegmuseum Grängesberg -
Sprogeån -
Stadhuis van Karlstad -
Stadhuis van Umeå -
Stadionområdet -
Stadsparksvallen -
Stångholmgrundet -
Station Arvika -
Station Charlottenberg -
Station Degerfors -
Station Edane -
Station Grums -
Station Hällefors -
Station Högboda -
Station Kil -
Station Kristinehamn -
Station Lysvik -
Station Mellerud -
Station Rottneros -
Station Sunne -
Station Tolita -
Stefan Johannesson -
Stefan Landberg - 
Stenkällan -
Stenkil van Zweden -
Stenostomum gotlandense -
Stenostomum handoelense -
Stenostomum heebuktense -
Stenostomum steveoi -
Stenungarna -
Stig Dagerman -
Stig Lindberg (schaatser) -
Stig Lindberg (ontwerper) -
Stockholm Beer & Whisky Festival -
Stockholm bier- en whiskyfestival -
Stockholm Centraal Station -
Stockholms län -
Stockvikenån -
Stor-Bergögrundet -
Stor-Furuholmen -
Stor-Furuön -
Stor-Hamnskäret -
Stor-Hundskäret -
Stor-Kunoögrund -
Stor-Mannöhällan -
Stor-Renholmsgrundet -
Stor-Risöholmen -
Stor Båtönklippan -
Stor Långören -
Stora Hamnskär -
Stora Torget -
Stora Valla -
Storbrändön -
Storgrönnan -
Storgrundet -
Storgrundet -
Storhällan -
Storrevet -
Storsandrevet -
Storstengrundet -
Storstockholms Lokaltrafik -
Storsundsån -
Strandvallen -
Strapögrönnan -
Stridsvagn m/41 -
Strömmingsören -
Strömören -
Strömsfors -
Strömsundbrug -
Strömvallen -
Studenternas IP -
Styrmärkesgrundet -
Sulo Vaattovaara - 
Sundbybergs centrum -
Sune Almkvist -
Susanne Ekman -
Suzie -
Svågertorp -
Svajdeån -
Svaneholms Slott -
Svappavaara -
Svartdalsån -
Svartgrundet -
Svärtinge -
Svartön -
Svartön -
Svartörsrevet -
Svartösundet -
Sven Andersson - 
Sven-Harrys Kunstmuseum -
Sven-Pelle Pettersson - 
Sven Hedin -
Sven Olsson -
Sven Rydell -
Sven van Zweden -
Svenska Cupen 2008 -
Åsa Svensson -
Anders Svensson (Teckomatorp) -
Anders Svensson (Göteborg) -
Barbro Margareta Svensson -
Esbjörn Svensson -
Georg Svensson -
Gustav Svensson -
Kalle Svensson - 
Karl Svensson -
Marie Svensson -
Pål Svensson -
Sverker I van Zweden -
Sverker II van Zweden -
Svinesundbrug -
Peter Swärdh - 
Sweden Solar System

## T
T10 -
T11 -
T13 -
T14 -
T17 -
T18 -
T19 -
T3 Arena -
Tågåkeriet i Bergslagen -
Tågkompaniet -
Tärngrundet -
Tärnsjö -
Tarsier Studios -
Team People4you-Unaas Cycling -
Teatern -
Technische universiteit van Luleå -
Alice Tegnér -
Tele2 Arena -
Tensta -
Tervaletto -
The Ball -
Therese Alshammar -
Therion -
Thomas von Scheele - 
Carl Peter Thunberg -
Tiina Rosenberg -
Till det som är vackert -
Tillsammans -
Tingvalla IP -
Tingvallagymnasiet -
Tjörnbrug -
Tjorven -
Tjuvholmsundet -
Toftanäs -
Tomas Alfredson -
Tomgrundet -
Tommy Werner -
Torbern Olof Bergman -
Tord Filipsson -
Tore Cervin -
Torne-Furö -
Torne-Furögrund -
Törnrosen -
Torsten Hallman - 
Torun Bülow-Hübe -
Torups Slott -
Töyrä -
Träd, Gräs och Stenar -
Trade Center -
Tram van Göteborg -
Tram van Norrköping -
Trammuseum Malmköping -
Tranebergs IP -
Transportstyrelsen -
Tre Kronor -
Trollebo IP -
Trolleholms Slott -
Trollenäs Slott -
Trollhättefallen -
Trollholmen -
Trollywood -
Trutören -
Trutörgrönnan -
Tuesday Wonderland -
Tullbron -
Tutenån -
Tvegränaören -
Tweede Zweedse kruistocht -
Tygelsjö vång -
Tylöskog -
Tyresövallen

## U
Uddevallabrug -
Ullahau -
Umestan -
Unique Development Studios -
Universiteit van Karlstad -
Upplands län -
Uppsala -
Uppsala län -
Upsala Ekeby AB -
Utlöktesgrundet -
Utö -
Utsiktens BK

## V
Väddö -
Väderöarna -
Väderöbod -
Vägga IP -
Vägumeån -
Valdemar Langlet -
Valhalla IP -
Vällesån -
Vändträsket -
Vånga -
Vångavallen -
Vänortspark -
Varberg -
Varberg Vesting -
Varbosån -
Värendsvallen -
Värmlands län -
Värmlandstrafik -
Värnhem -
Väsen -
Vasikka -
Vasteån -
Västerås -
Västerås -
Västerbottens län -
Västergarnsån -
Västernorrlands län -
Västmanlands län -
Västra Götalands län -
Västra Grevie -
Västra Hamnen -
Västra Innerstaden -
Västra skogen -
Västra Sorgenfri -
Vättarna -
Vattungen -
Vaxholm -
Vaxholm -
Vellinge Väster -
Verdrag van Valiesar -
Vesting Boden -
Vetlanda Golfklubb -
Victor Nilsson Lindelöf -
Peter Viitanen -
Vikeån -
Vikingen -
Viktor Noring -
Vilhelm Ekelund -
Vinga -
Visingsö -
Vispop -
Vitfågelskäret -
Vlag van Zweden -
Volvo Car Corporation -
Von Barnekow -
Vrede van Fredrikshamn -
Vrede van Roskilde -
Cornelis Vreeswijk -
Vreten -
Vuurtoren van När -
Vuurtoren van Vinga

## W
Wachtmeister -
Walcke -
Waldemar I van Zweden -
Waldemar Magnusson -
Wallander (Zweedse televisiefilms) -
Wallander (Zweedse televisieserie) -
Wassmann -
Waterkrachtcentrale Harsprånget -
Waterkrachtcentrale Hojum -
Waterkrachtcentrale Höljes -
Waterkrachtcentrale Olidan -
Wenner-Gren Center -
Westrell -
Wilhelm Kåge -
Wolffradt -
Wolmar Anton von Schlippenbach -
Worteltaart -
Wrangel

## Y
Ykspihlaja -
Ylikari (noord) -
Ylikari (zuid) -
Yngwie Malmsteen -
Yohio -
Ystad -
Ystad -
Ytterstgrundet -
Yttersthällan -
Ytterstholmen (Luleå) -
Ytterstholmen (Piteå) -
Yxören

## Z
Zinkensdamm -
Zweden -
Zweden op de Olympische Spelen -
Zweden op de Olympische Zomerspelen 1980 -
Zweden op de Olympische Zomerspelen 1984 -
Zweden op de Olympische Zomerspelen 1988 -
Zweden op de Olympische Zomerspelen 1992 -
Zweden op de Olympische Zomerspelen 1996 -
Zweden op het Eurovisiesongfestival -
Zweden op het Eurovisiesongfestival 2014 -
Zweeds -
Zweeds Filminstituut -
Zweedse Burgeroorlog -
Zweedse Kerk -
Zweedse kroon -
Zweedse landschappen -
Zweedse literatuur -
Zweedse luchtmacht -
Zweedse marine -
Zweedstalige Finnen